# Dragan
Dragan is een bestuurslaag in het regentschap Boyolali van de provincie Midden-Java, Indonesië. Dragan telt 1904 inwoners (volkstelling 2010).